# Condylus occipitalis

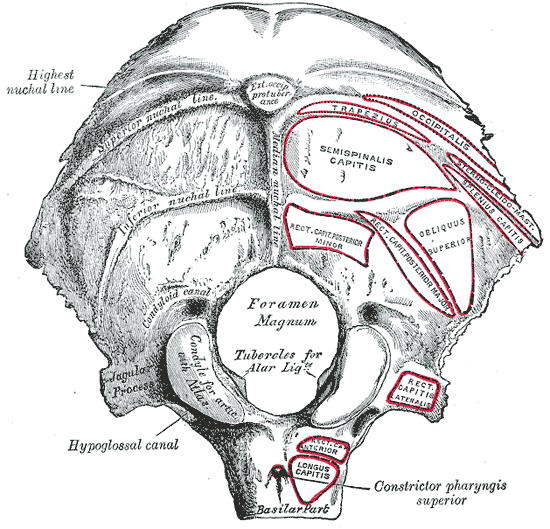
Nackbenets utsida. Condylus occipitalis finns nertill, märkt "Condyle".

Condylus occipitalis är ledytan på nackbenets undersida som ledar till ringkotan (atlas), den första kotan i ryggraden. Den finns intill foramen magnum.